# Tampai nemzetközi repülőtér
A Tampai nemzetközi repülőtér (IATA: TPA, ICAO: KTPA) az Amerikai Egyesült Államok egyik jelentős nemzetközi repülőtere. Florida államban, Tampában található. Éves utasforgalma 21 527 863 fő (2022).

## Futópályák
A repülőtér futópályái:
- 01L/19R (11 002 ft, 150 ft, beton)
- 01R/19L (8300 ft, 150 ft, aszfalt, beton)
- 10/28 (6999 ft, 150 ft, aszfalt, beton)

## Forgalom
Az utasforgalom az elmúlt években az alábbi módon változott:
| Utasok száma | 293 006 | 929 746 | 2 857 509 | 5 476 712 | 8 341 783 | 9 488 137 | 15 122 326 | 19 154 957 | 18 815 425 | 23 948 889 |
|              | 1952    | 1960    | 1968      | 1976      | 1984      | 1991      | 1999       | 2007       | 2015       | 2023       |